# 지엔쩌우현
지엔쩌우현(베트남어: Huyện Diễn Châu / 縣演州)은 베트남 북중부 지방 응에안성의 현이다.

## 행정 구역
지엔쩌우현은 1시진, 36사를 관할하고 있다.

### 시진
- 지엔쩌우 시진 (Thị trấn Diễn Châu, 演州市鎭)

### 사
- 지엔안 사 (Xã Diễn An, 演安社)
- 지엔빅 사 (Xã Diễn Bích, 演璧社)
- 지엔깟 사 (Xã Diễn Cát, 演吉社)
- 지엔도아이 사 (Xã Diễn Đoài, 演兌社)
- 지엔동 사 (Xã Diễn Đồng, 演同社)
- 지엔하이 사 (Xã Diễn Hải, 演海社)
- 지엔하인 사 (Xã Diễn Hạnh, 演行社)
- 지엔호아 사 (Xã Diễn Hoa, 演花社)
- 지엔호앙 사 (Xã Diễn Hoàng, 演黃社)
- 지엔홍 사 (Xã Diễn Hồng, 演鴻社)
- 지엔훙 사 (Xã Diễn Hùng, 演雄社)
- 지엔낌 사 (Xã Diễn Kim, 演金社)
- 지엔끼 사 (Xã Diễn Kỷ, 演紀社)
- 지엔럼 사 (Xã Diễn Lâm, 演林社)
- 지엔리엔 사 (Xã Diễn Liên, 演連社)
- 지엔록 사 (Xã Diễn Lộc, 演祿社)
- 지엔러이 사 (Xã Diễn Lợi, 演利社)
- 지엔미 사 (Xã Diễn Mỹ, 演美社)
- 지엔응옥 사 (Xã Diễn Ngọc, 演玉社)
- 지엔응우옌 사 (Xã Diễn Nguyên, 演原社)
- 지엔퐁 사 (Xã Diễn Phong, 演豊社)
- 지엔푸 사 (Xã Diễn Phú, 演富社)
- 지엔푹 사 (Xã Diễn Phúc, 演福社)
- 지엔 꽝사 (Xã Diễn Quảng, 演廣社)
- 지엔떤 사 (Xã Diễn Tân, 演新社)
- 지엔타이 사 (Xã Diễn Thái, 演蔡社)
- 지엔타인 사 (Xã Diễn Thành, 演城社)
- 지엔탑 사 (Xã Diễn Tháp, 演塔社)
- 지엔틴 사 (Xã Diễn Thịnh, 演盛社)
- 지엔토 사 (Xã Diễn Thọ, 演壽社)
- 지엔쭝 사 (Xã Diễn Trung, 演中社)
- 지엔쯔엉 사 (Xã Diễn Trường, 演場社)
- 지엔반 사 (Xã Diễn Vạn, 演萬社)
- 지엔쑤언 사 (Xã Diễn Xuân, 演春社)
- 지엔옌 사 (Xã Diễn Yên, 演燕社)
- 민쩌우 사 (Xã Minh Châu, 明洲社)